# Neustadt (Eichsfeld)
Neustadt is een plaats en voormalige gemeente in het Landkreis Eichsfeld in de Duitse deelstaat Thüringen, Sinds 2010 maakt de plaats deel uit van de landgemeente Am Ohmberg.

## Ontwikkeling inwonersaantal
Het verloop van het aantal inwoners in Neustadt is als volgt: (31 december)
| - 1994 - 743 - 1995 - 760 - 1996 - 786 - 1997 - 780 | - 1998 - 787 - 1999 - 768 - 2000 - 754 - 2001 - 746 | - 2002 - 749 - 2003 - 723 - 2004 - 722 |

Bron: Thüringer Landesamt für Statistik